# アメリカ従軍記章

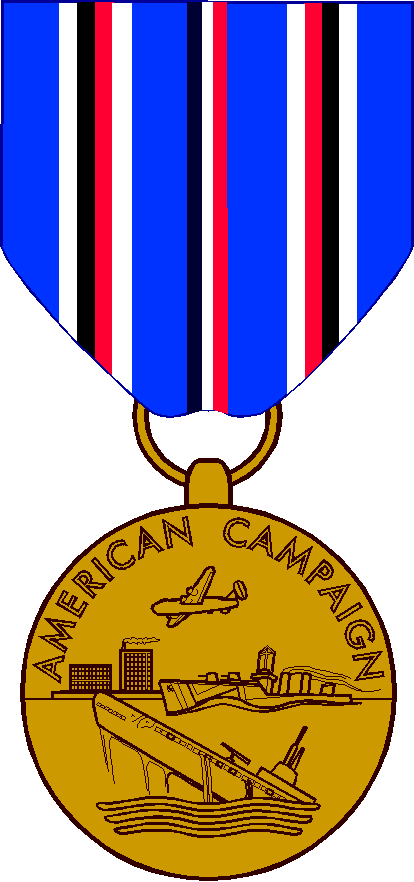

アメリカ従軍記章（American Campaign Medal）は、1942年11月6日にフランクリン・ルーズベルトが大統領令9265号によって制定したアメリカ軍の勲章。この勲章は第二次世界大戦に軍務に就いた軍人を表彰するものであった。
1941年にはアメリカ防衛従軍記章という同様の勲章が、第二次世界大戦の真珠湾攻撃までの現役兵に授与されていた。

## 歴史
アメリカ従軍記章は1942年11月6日、フランクリン・D・ルーズベルト大統領による大統領令9265号によって制定され、1942年の陸軍省公報17号で発表された。略綬の基準は1943年1月1日付の陸軍省通達1号で発表され、承認された。メダルの基準は、1948年3月25日付の通達84号で発表され、1948年9月22日付の陸軍規則600-65号で公表された。アメリカ従軍記章は、第二次世界大戦中は略綬のみ発行され、正式なメダルとして発行されたのは1947年になってからである。
アメリカ従軍記章の最初の受章者は元帥ジョージ・マーシャルである。
2020年1月、アメリカ空軍はアラバマ州マクスウェル空軍基地の民間航空パトロール（CAP）本部にて、アメリカ従軍記章の長旗を掲揚することを許可した。この長旗はアメリカ陸軍航空軍対潜水艦司令部に所属していた1943年5月から8月にかけて、CAPが沿岸警備活動に関与したことを示すものである。

## 授与基準
アメリカ従軍記章の授与基準は、1941年12月7日から1946年3月2日の間にアメリカ戦域において以下の条件のいずれかを満たした場合である 。
1. アメリカ大陸外で永続的に任務についていた者。
2. 外洋を航行する船舶の乗組員として連続30日間または非連続60日間軍務に就いていた者。
3. アメリカ国外で旅客として、または一時的な任務として連続30日間または非連続60日間任務に就いていた者。
4. 敵との戦闘に参加し、戦闘章を授与された場合、又は軍団、高等部隊、独立部隊の司令官から実際に戦闘に参加した旨の証明書を提出された者。
5. アメリカ国内で通算1年間軍務に就いていた者。

## 外観
|  |  |

ブロンズメダルの直径は32mm。